# Colonia Dos de Menonitas
Colonia Dos de Menonitas är en ort i Mexiko.   Den ligger i kommunen Sombrerete och delstaten Zacatecas, i den centrala delen av landet, 600 km nordväst om huvudstaden Mexico City. Colonia Dos de Menonitas ligger 2 433 meter över havet och antalet invånare är 248.
Terrängen runt Colonia Dos de Menonitas är kuperad norrut, men söderut är den platt. Runt Colonia Dos de Menonitas är det ganska glesbefolkat, med 38 invånare per kvadratkilometer. Närmaste större samhälle är Vicente Guerrero, 18,7 km öster om Colonia Dos de Menonitas. Omgivningarna runt Colonia Dos de Menonitas är i huvudsak ett öppet busklandskap.